# Edelmiro y la Galletita
Edelmiro y la Galletita es el primer disco solista del músico argentino Edelmiro Molinari. Lanzado en el año 1983, junto con su banda soporte La Galletita.
La canción "El vuelo 144" fue grabada originalmente con Ricardo Soulé, en 1982. Otro detalle interesante es que este disco cuenta con la presencia de Skay Beilinson.

## Lista de temas
- Todas las canciones compuestas por Edelmiro Molinari y Pedro Conde.

1. "El remolcador"
2. "El caderón"
3. "El vuelo 144"
4. "Cero a uno"
5. "Basta bochornos"
6. "Caigo y me levanto"
7. "Cada semana"
8. "El amanecer del cimarrón"

## Músicos
- Edelmiro Molinari - Guitarra, bajo y voz.
- Skay Beilinson - Guitarra líder.
- Alejandro Pensa - Batería.

- Datos: Q5817613